# Musée de la bière de Sapporo
Le musée de la bière de Sapporo (サッポロビール博物館, Sapporo bīru hakubutsukan) est un musée japonais situé à Sapporo, sur l'île de Hokkaidō, au Japon.